# Аврам Мразовић
Аврам Мразовић (Сомбор, 12. март 1756 — Сомбор, 20. фебруар 1826) био је српски просветитељ, педагог, књижевник, преводилац, племић и сенатор слободног и краљевског града Сомбора.

## Порекло и образовање
Рођен је као син Георгија Мразовића, свештеника сомборске цркве Светог Јована Претече.
Основна школска знања је стекао у Сомбору, где је завршио трогодишњу славеносербску основну школу и четвороразредну граматикалну школу. Образовање је наставио у Сегедину, похађајући наставу поетике и реторике у тамошњој вишој гимназији, а затим у Печују, па у Пешти, где је похађао предавања из филозофије и права. У Бечу је 1776/77. године похађао наставу граматике и ортографије (правописа), а затим, уз сагласност карловачког митрополита Викентија Јовановића Видака, од 1. маја 1777. године и шестомесечни течај за директоре основних школа по напредном методу немачког педагога и просветног реформатора Јохана Игнаца Фелбигера (1724 — 1788).

## Просветни рад
Указом царице Марије Терезије од 29. новембра 1777. млади Аврам Мразовић постављен је за врховног надзорника свих православних школа у Печујском школском округу, коме су припадале све српске школе у Бачкој и Барањи, односно у Бачкој, Бодрошкој, Толнајској и Барањској жупанији. Истовремено, Мразовић је био именован и за управитеља свих централних школа тог округа. Бирајући између Новог Сада и Сомбора, за своје седиште је одабрао родни град, где је 1. маја 1778. године покренуо „Норму“, односно дворазредну, а ускоро троразредну народну градску школу са, испочетка, тромесечним течајевима за образовање и стручно оспособљавање српских учитеља. Већ од новембра 1778. године у „Норми“ су уведени и редовни двогодишњи течајеви које су похађали и српски учитељски кандидати („препаранди“ или „нормалисти“) углавном са подручја Бачке и Барање.
Као школски надзорник за широко подручје Бачке, Барање и Толне, Аврам Мразовић је током осамдесетих и деведесетих година 18. века обилазио насеља – села, варошице и градове – и са локалним општинама склапао уговоре о оснивању српских народних школа, о њиховом смештају, опремању и материјалном обезбеђивању њихових учитеља, а залагањем Аврама Мразовића у Печујском школском округу су, између 1778. и 1791. године, отворене српске основне школе у 74 насеља.
У извештају царског саветника Уроша Несторовића аустријском цару Францу I о обиласку српских школских округа у Аустријском царству, наведено је 1810. године да Бачки школски округ, којим управља Аврам Мразовић, може бити сматран за најизврснији, како у погледу прописаног уређења, тако и стања школских зграда и дотацијама учитељима. Ту предност над другим школским окрузима известилац приписује и радној жустрини самог директора (Аврама Мразовића).
Кад је, након 33 године рада, 1811. године укинута сомборска „Норма“ са учитељским течајевима, Аврам Мразовић је дао оставку на место школског надзорника. Аврам Мразовић је 1790. године био представник сомборских Срба на Темишварском сабору, а скоро четири деценије је био и сенатор слободног и краљевског града Сомбора, мада је понекад био у сукобу са градским Магистратом и сомборским окружењем, које није увек разумело ни његова изражена етичка начела, ни упорну посвећеност просвети и науци.
Три аустријска владара (цареви Јосиф II, Леополд II и Франц I) одликовали су Аврама Мразовића златним медаљама, а 1792. године добио је и наследно племство са грбом.
Педагошка делатност Аврама Мразовића би била довољна да остане забележен као знаменита појава у српској просветној историји и, посебно, у историји родног града.

## Писана дела
Мразовић се није бавио само педагошким и просветитељским радом, већ је постао и један од малобројних српских писаца, песника и преводилаца свог времена. Одмах након оснивања „Норме“, написао је неколико рукописних уџбеника за потребе ђака ове школе и за предмете које је предавао, а крајем осамдесетих година 18. века је започео своју запажену издавачку делатност. У четири свеске је објавио у свом преводу алманах француске списатељице Жане Мари Лепренс де Бомон „Поучитељни магазин за децу“ (прва свеска: Беч, 1787; друга свеска: Беч, 1793; трећа и четврта свеска: Будим, 1800).
Током деведесетих година 18. века Мразовић је написао и објавио три уџбеника: „Руководство к славенскому правочтенију и правописанију“ (Беч, 1792); „Руководство к науцје числителној“ (Беч, 1794) и „Руководство к славенстјеј граматицје“ (Беч, 1794), која је касније снажно утицала на младог Вука Караџића и његову „Писменицу сербскога језика“. Све три књиге су касније поновљене у више издања.
Током прве деценије 19. века Мразовић је објавио неколико ода и позоришних превода, а у Будиму су 1818. године објављене две књиге његових превода Овидијевих „Посланица с Понта“ и „Тугованки“, упоредо на латинском и славеносербском језику.
Круну Мразовићевог вишегодишњег списатељског и научног рада представљала је књига „Руководство к славенскому красноречију“, односно први приручник реторике на славеносербском језику, штампан у Будиму 1821. године. Захваљујући овој књизи, први пут се код Срба јављају изводи из класичних дела (беседе и стихови) Цицерона, Хорација, Овидија, Аристотела, Вергилија, Сенеке, Федра, Александра Великог, Филота, Сервија Тулија, Луција Јунија Брута и других античких мислилаца.
У Будиму је 1822. године штампана последња Мразовићева књига „Руководство к пољскому и домаћему стројенију“, писана као свакодневни приручник за пољске и кућне радове. У заоставштини Аврама Мразовића остали су, у концепту и препису, рукописи необјављене треће књиге његовог педагошког тривијума „Логика (си ест умословие или философиа умнаја)“ и „Метафизика (или философиа перваја)“, оба рађена под утицајем дела немачких филозофа рационалиста Кристијан Волфа и Фридриха Кристијана Баумајстера.

## Почасти
Он је умро у седамдесетој години живота, 8/20. фебруара 1826. године у Сомбору. У то време је био сомборски варошки судија. Опојан је у Светођурђевској цркви, а сахрањен је, уз највеће почасти, у присуству државних и градских великодостојника, свег градског свештенства и многобројних Сомбораца, у прочељу Светоуспенске капеле, испред западних врата, у подножју звоника, на Великом православном гробљу. На сачуваном надгробном споменику и данас стоји натпис о његовој 48-годишњој верној служби Богу, цару и народу. Надгробно слово је одржао некадашњи његов ученик, сомборски свештеник и катихета овдашње Препарандије Павле, касније у монаштву и владичанском чину Платон, Атанацковић. Тек покренуте „Сербске летописи“ (будући „Летопис Матице српске“), који је у петој књизи (другој свесци из 1826) објавио белешку о Мразовићевој смрти, објавио је у својој шестој књизи (или трећој свесци из 1826) и ово Атанацковићево слово, које завршава речима: Највеће награжденије јест венац бесмертија. Име Мразовић дуго ће код благородног рода сербског у слатком остати воспоминањију. Даљи у напредак векова потомци наши славиће име то. У истој гробници је 1891. године сахрањен и Мразовићев унук, Исидор Стојковић редовни професор Учитељске школе. Анка плем. Мразовић кћерка Аврамова која је умрла 1880. године у Сомбору, била је последњи директни потомак породице Мразовић.
Мразовић је оставио дубоког трага у просветној и књижевној историји свог времена. Уз Доситеја Обрадовића, младог Вука Караџића, Уроша Несторовића и још неколицине ондашњих просветитеља и писаца, био је носилац европског духа у Срба с краја 18. и почетка 19. века. Неговао је, истовремено, европски цивилизацијски и просветитељски дух и снажно изражену одговорност за очување националног осећања и наслеђа.

## Галерија
- Насловна страна Поучителног магазина за децу (1787)
- Насловна страна уџбеника Руководство к славенстеј граматице (1800)
- Насловна страна уџбеника Руководство к славенскому правочтенију и правописанију (1806)
- Насловна страна уџбеника Руководство к славенскому красноречју (1821)